# Octagon Museum
Het Octagon Museum, ook bekend als het Bolívarhuis of Museo Bolivariano, is een klein museum in Willemstad, Curaçao. Het is gelegen aan de Penstraat in de wijk Pietermaai op het terrein van het "Avila Beach Hotel". Het is toegankelijk op verzoek aan de hotelreceptie.
Het museum opende in 1968 en herbergt een tentoonstelling ter nagedachtenis van de band tussen het eiland en de Zuid-Amerikaanse bevrijdingsstrijder Simón Bolívar (1783-1830). Na een mislukte opstand in 1812 woonde Bolívar, samen met zijn zussen Juana en María Antonia, korte tijd in ballingschap op Curaçao. De Curaçaose advocaat en handelaar Mordechai Ricardo bracht hen onder in twee huizen. De zussen waren gehuisvest in een gebouw aan zee, De Octagon genaamd. Bolívar zelf kreeg een huis op een heuvel met uitzicht op de haven van Willemstad, een gebouw dat niet meer bestaat.
De museumcollectie werd onder beheer van Venezuela en Curaçao bijeengebracht en omvat talloze voorwerpen, waaronder documenten, kaarten, tekeningen, gebruiksvoorwerpen en meubelstukken, die aan Bolívars verblijf op Curaçao herinneren.

## Het bouwwerk
De Octagon is een karakteristiek achthoekig gebouw van twee verdiepingen met een betegelde koepel. Vanwege zijn historische en architectonische betekenis werd het gebouw in 1962 door de firma S.E.L. Maduro & Sons aangekocht ter gelegenheid van haar 125-jarig bestaan en aan het toenmalige eilandgebied Curaçao overgedragen als een geschenk aan de Curaçaose burgerij. Nadat het gebouw meermalen ten prooi viel aan vandalisme en verval, werd aan de zeezijde de scheidingsmuur met het Avila Beach Hotel verwijderd en nam de directie van het hotel op zich het gebouw te bewaken en schoon te houden. In 1995 kwamen het bouwwerk en het terrein in handen van de Stichting Octagon. Restauraties vonden plaats in 1962, 1965, 1969 en 1998.

## Trivia
- In 1969 werden in en om De Octagon opnamen gemaakt voor de films Simon Bolívar met Maximilian Schell in de hoofdrol als Simon Bolívar, en The missing paint mistery van Captain Kangaroo.
- De Nederlandse Antillen gaven in 1987 in de "Simon Bolívar" postzegelserie een postzegel van 60 cent uit met een afbeelding van De Octagon.
- De Venezolaanse staatshoofden Luis Herrera Campins en Jaime Lusinchi brachten een bezichtigingsbezoek aan De Octagon tijdens hun officiële bezoek aan Curaçao in de jaren tachtig van de 20ste eeuw.[8][9]

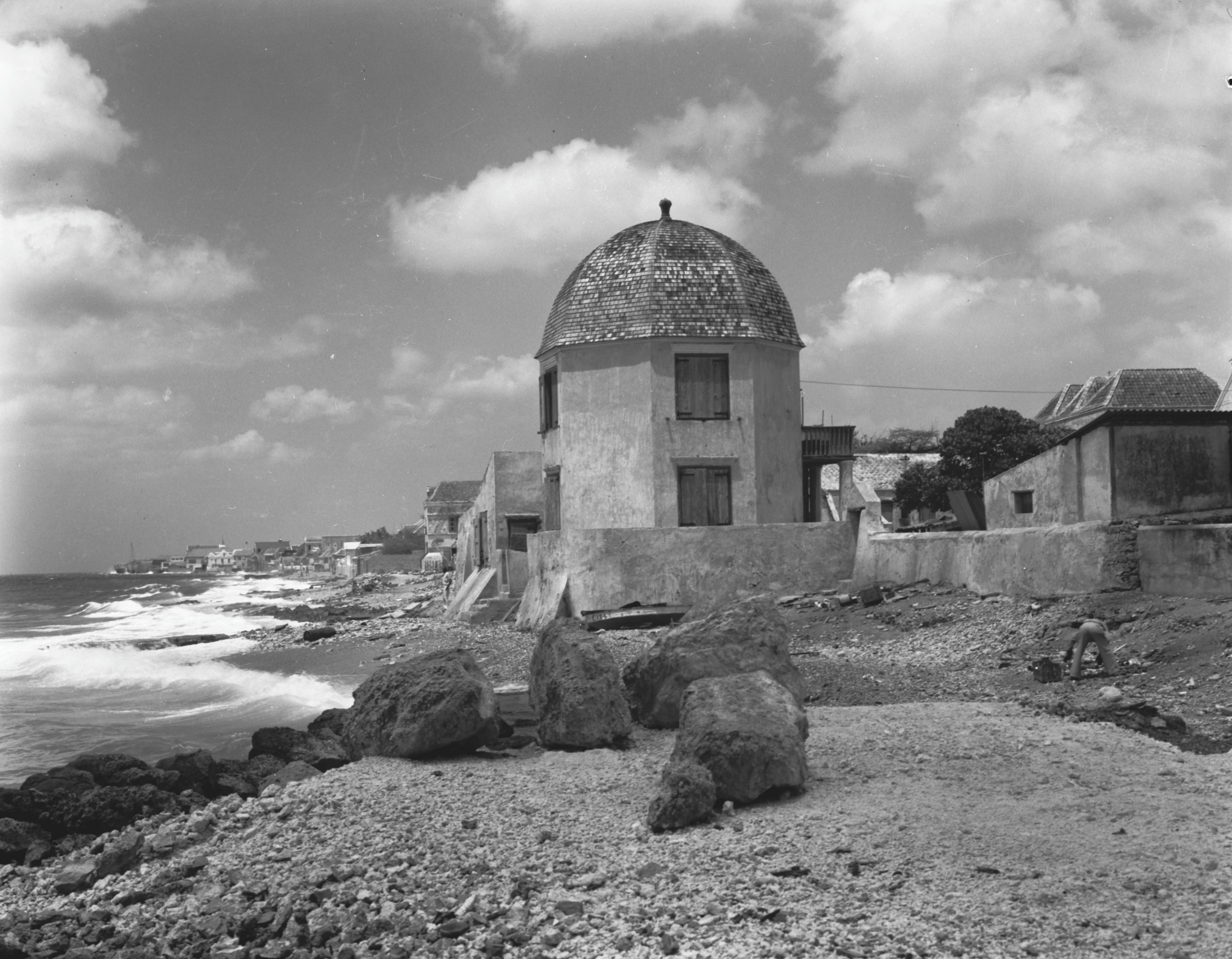
De Octagon in 1954
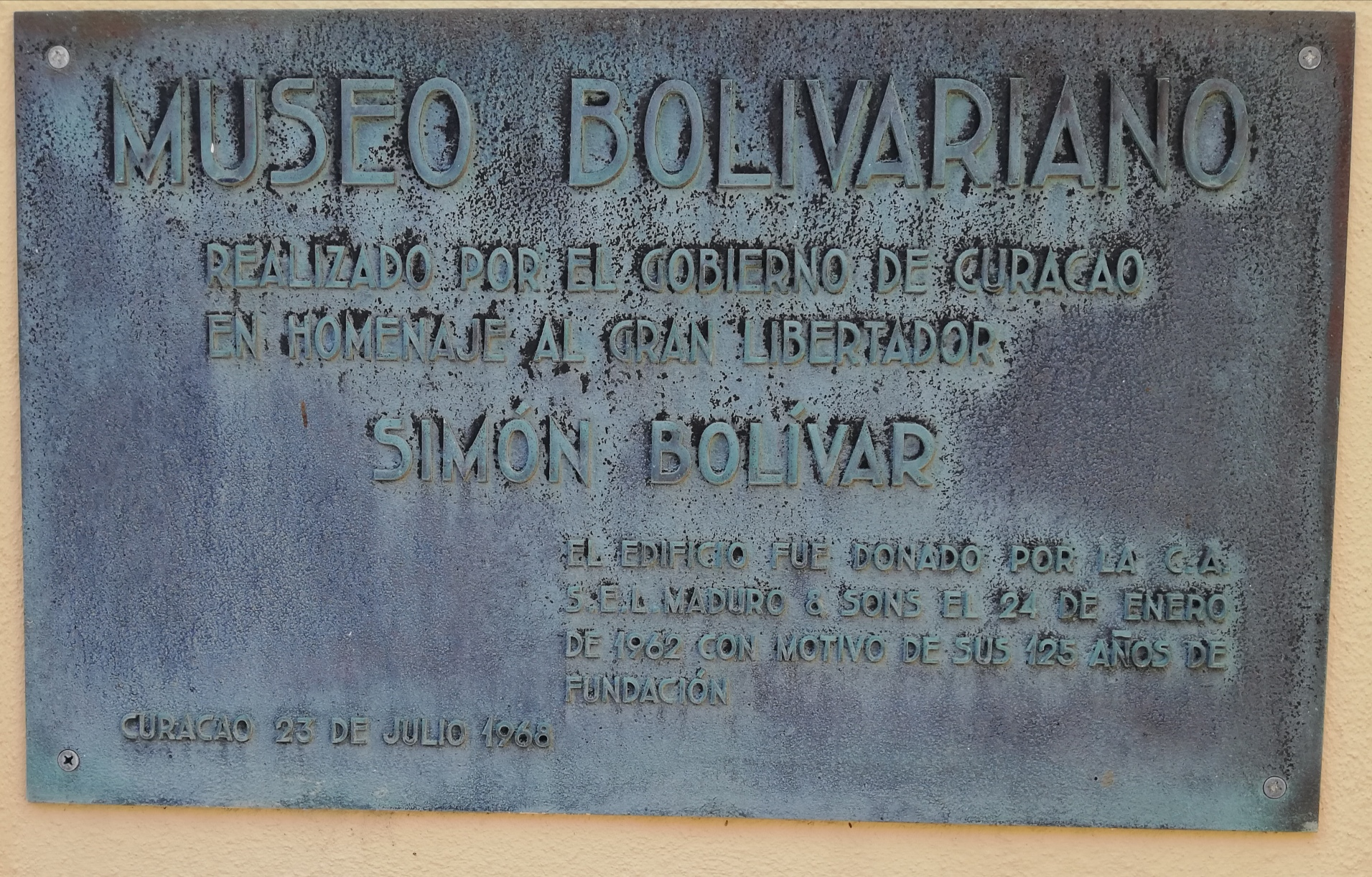
Bord bij de Octagon
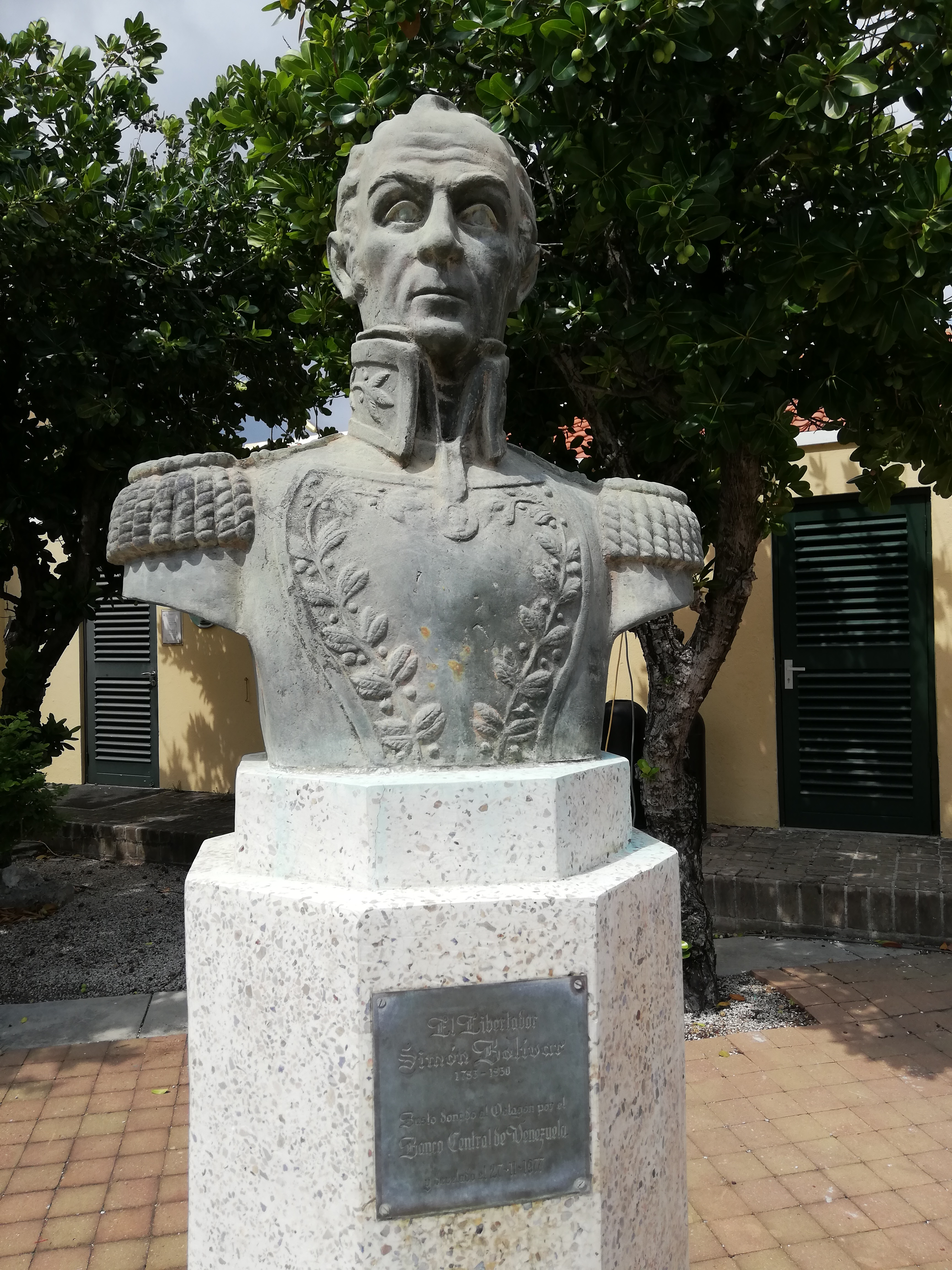
Buste van Simón Bolívar